# Plácido Galindo
Pour les articles homonymes, voir Galindo (homonymie) et Pando.
Plácido Reynaldo Galindo Pando (9 mars 1906 – 22 octobre 1988) est un footballeur international péruvien, qui évoluait au poste de milieu de terrain.

## Biographie

### Carrière

#### En club
Plácido Galindo joue durant toute sa carrière au sein de l'Universitario de Deportes de Lima. Il dispute plus de 100 matchs avec le club Merengue, remportant deux championnats du Pérou en 1929 et 1934. Il prend sa retraite sportive en 1935.

#### En équipe nationale
Il joue également en international avec le Pérou. Sa première compétition officielle est le championnat sud-américain de 1929, organisée par l'Argentine. Par la suite, il participe à la coupe du monde 1930 en Uruguay, sélectionné par l'entraîneur espagnol Francisco Bru avec 21 autres joueurs péruviens. Son pays tombe dans le groupe C avec la Roumanie et le futur vainqueur et hôte, l'Uruguay. Il ne joue qu'un match sur les deux disputés par sa sélection.
Mais il est surtout connu pour être le premier joueur de l'histoire de la coupe du monde de football à avoir été expulsé (lors du match contre les Roumains en 1930, à la suite d'un tacle sur László Raffinsky). À noter qu'à l'époque, les cartons n'existaient pas. On doit leur invention à Ken Aston.

### Décès
Plácido Galindo meurt à Lima le 22 octobre 1988. Un tournoi de football entre clubs de 1re division péruvienne – le Torneo Plácido Galindo (es) – est joué en son honneur en 1989.

## Palmarès
Universitario de Deportes
- Championnat du Pérou (2) :
  - Champion : 1929 et 1934[3].